# Mario Valentino
La Mario Valentino Spa è un'azienda italiana che opera nel settore della moda.

## Storia
La Mario Valentino nasce nel 1952 a Napoli, ma l'attività deriva da una tradizione familiare assai più antica: già ai primi del '900 Vincenzo Valentino, padre di Mario, confezionava calzature di altissima qualità. Tra le sue innovazioni, l'introduzione del tacco a spillo e del mocassino da donna.
La clientela di Valentino annoverava artisti importanti – Andy Warhol, Giorgio Pomodoro, Robert Rauschenberg – e membri dell'aristocrazia. Vittorio Emanuele III di Savoia gli commissionò alcune calzature.
L'azienda, con sede operativa a Napoli, è ancora oggi della famiglia Valentino.

## Riconoscimenti
Il sandalo di corallo, una delle calzature più apprezzate di Mario Valentino, meritò la copertina di Vogue Francia nel 1956. La creazione è oggi esposta al museo della calzatura Bally di Schoenenwerd in Svizzera.

## Clienti famosi
Alcuni dei clienti più noti sono stati Farah Diba, Jacqueline Kennedy Onassis, Consuelo Crespi, Maria Callas, Maria Dublino, Liz Taylor, Lady Diana, Hillary Clinton, Melania Trump, Catherine Deneuve, Catherine Spaak, le gemelle Kessler, Monica Vitti, Ornella Vanoni, Ilaria Occhini, Laura Efrikian, Stefania Sandrelli e Marcello Mastroianni.